# Eritema infettivo
Per eritema infettivo definito anche quinta malattia o megaloeritema (in campo medico) si intende una forma di eritema a carattere infettivo ed acuto provocato dal Parvovirus B19.

## Etimologia
La malattia viene anche definita come "quinta" in quanto è stata considerata come la quinta malattia che si manifesta nell'infanzia dopo morbillo, scarlattina, rosolia e morbo di Dukes (o quarta malattia). È seguita dalla cosiddetta sesta malattia.

## Epidemiologia
La malattia si diffonde maggiormente nei bambini e soprattutto nei mesi primaverili ed invernali, e per quanto riguarda le zone colpite si manifesta sulle guance per poi diffondersi sul corpo (braccia, gambe, tronco e natiche).

## Eziologia
Il virus responsabile è il parvovirus B19, che causa diverse malattie fra cui la più comune a livello dermatologico è proprio la quinta malattia.

## Sintomatologia
Fra i sintomi e i segni clinici ritroviamo prurito, febbre, artrite, eruzione eritematosa.

## Diagnosi differenziale
Diverse sono le malattie che presentano sintomi simili:
- Rosolia
- Morbillo
- Scarlattina
- Malattia di Filatov-Dukes o Quarta malattia

## Terapia
La malattia si risolve spontaneamente entro una decina di giorni, la prognosi è ottima, non servono farmaci di alcun tipo. L'unico fattore aggravante è la luce solare a cui le persone non dovrebbero essere esposte.